# Villanueva de las Cruces
Villanueva de las Cruces község Spanyolországban, Huelva tartományban. Villanueva de las Cruces Calañas, Alosno és El Cerro de Andévalo községekkel határos. Lakosainak száma 380 fő (2024).

## Népesség
A település népessége az utóbbi években az alábbiak szerint változott:
| Lakosok száma | 429  | 410  | 409  | 415  | 418  | 386  | 385  | 373  | 385  | 380  |
|               | 2001 | 2004 | 2006 | 2009 | 2011 | 2014 | 2016 | 2019 | 2021 | 2024 |